# 2005-ös svéd túraautó-bajnokság
A 2005-ös svéd túraautó-bajnokság volt a sorozat 10. kiírása. A szezon május 22-én vette kezdetét és szeptember 18-án ért véget. Nyolc fordulóból, tizenhat futamból állt. A bajnok a svéd Richard Göransson lett két honfitársa, Thed Björk és Johan Stureson előtt.

## Csapatok és versenyzők
| Versenyző            | Nemzet | Csapat                    | Autó               | Osztály |
| -------------------- | ------ | ------------------------- | ------------------ | ------- |
| Richard Göransson    | SWE    | West Coast Racing         | BMW 320i           |         |
| Thed Björk           | SWE    | West Coast Racing         | BMW 320i           |         |
| Robert Dahlgren      | SWE    | Polestar Racing           | Volvo S60          |         |
| Edward Sandström     | SWE    | Polestar Racing           | Volvo S60          |         |
| Fredrik Ekblom       | SWE    | Kristoffersson Motorsport | Audi A4            |         |
| Tommy Kristoffersson | SWE    | Kristoffersson Motorsport | Audi A4            |         |
| Tommy Rustad         | NOR    | Opel Team Sweden          | Opel Astra         |         |
| Jan Nilsson          | SWE    | Flash Engineering         | BMW 320i           |         |
| Tomas Engström       | SWE    | Engström Motorsport       | Honda Accord       |         |
| Jens Hellström       | SWE    | Engström Motorsport       | Honda Civic Type-R |         |
| Johan Stureson       | SWE    | IPS Motorsport            | Peugeot 407        |         |
| Mattias Andersson    | SWE    | Team Italienska Bil       | Alfa Romeo 156     |         |
| Tobias Johansson     | SWE    | Mercedes-Benz Sport       | Mercedes C200      |         |
| Hans Simonsson       | SWE    | Mercedes-Benz Sport       | Mercedes C200      |         |
| Daniel Haglöf        | SWE    | Team Agrol                | Honda Civic Type-R |         |
| Christer Gellerstedt | SWE    | Gellerstedt Motorsport    | BMW 320i           | C       |
| Johan Nilsson        | SWE    | JN Racing                 | BMW 320i           | C       |
| Joakim Gustavsson    | SWE    | Team Gustavsson           | Volvo S60          | C       |
| Ronnie Brandt        | SWE    | Mälarpower                | Volvo S40 Evo 5    | C       |
| Håkan Johansson      | SWE    | Johansson Motorsport      | BMW 320 D E46      | C       |
| Patrik Andersson     | SWE    | Budda Racing              | Volvo S60          | C       |

- C = Független bajnoki résztvevő

## Versenynaptár
| Forduló | Versenypálya           | Dátum         | Győztes versenyző                | Győztes csapat                              |
| ------- | ---------------------- | ------------- | -------------------------------- | ------------------------------------------- |
| 1 2     | Ring Knutstorp         | május 22      | Tommy Rustad Thed Björk          | Opel Team Sweden West Coast Racing          |
| 3 4     | Karlskoga Motorstadion | június 6      | Jan Nilsson Tomas Engström       | Flash Engineering Engström Motorsport       |
| 5 6     | Anderstorp             | június 19     | Johan Stureson Edward Sandström  | IPS Motorsport Polestar Racing              |
| 7 8     | Falkenbergs Motorbana  | július 10     | Robert Dahlgren                  | Polestar Racing                             |
| 9 10    | Ring Knutstorp         | augusztus 7   | Robert Dahlgren Johan Stureson   | Polestar Racing IPS Motorsport              |
| 11 12   | Karlskoga Motorstadion | augusztus 21  | Fredrik Ekblom Thed Björk        | Kristoffersson Motorsport West Coast Racing |
| 13 14   | Våler                  | szeptember 4  | Tomas Engström Richard Göransson | Engström Motorsport West Coast Racing       |
| 15 16   | Mantorp                | szeptember 18 | Richard Göransson                | West Coast Racing                           |

## Végeredmény
| Helyezés | Versenyző            | Pont |
| -------- | -------------------- | ---- |
| 1        | Richard Göransson    | 169  |
| 2        | Thed Björk           | 141  |
| 3        | Johan Stureson       | 117  |
| 4        | Edward Sandström     | 97   |
| 5        | Tomas Engström       | 87   |
| 6        | Fredrik Ekblom       | 73   |
| 7        | Robert Dahlgren      | 71   |
| 8        | Tommy Rustad         | 67   |
| 9        | Jan Nilsson          | 49   |
| 10       | Tommy Kristoffersson | 41   |
| 11       | Daniel Haglöf        | 30   |
| 12       | Mattias Andersson    | 25   |
| 13       | Jens Hellström       | 21   |
| 14       | Ronnie Brandt        | 2    |

| Független bajnokság | Független bajnokság  | Független bajnokság |
| Helyezés            | Gyártó               | Pont                |
| ------------------- | -------------------- | ------------------- |
| 1                   | Johan Nilsson        | 168                 |
| 2                   | Ronnie Brandt        | 124                 |
| 3                   | Joakim Gustavsson    | 97                  |
| 4                   | Christer Gellerstedt | 44                  |
| 5                   | Håkan Johansson      | 26                  |
| 6                   | Patrik Andersson     | 22                  |

| Gyártók bajnoksága | Gyártók bajnoksága | Gyártók bajnoksága |
| Helyezés           | Gyártó             | Pont               |
| ------------------ | ------------------ | ------------------ |
| 1                  | BMW                | 159                |
| 2                  | Peugeot            | 120                |
| 3                  | Volvo              | 120                |
| 4                  | Honda              | 115                |
| 5                  | Audi               | 104                |
| 6                  | Alfa Romeo         | 68                 |

## Külső hivatkozások
- A bajnokság hivatalos honlapja (svédül)